# Barranco de Chiva
Barranco de Chiva är ett periodiskt vattendrag i Spanien.   Det ligger i provinsen Província de València och regionen Valencia, i den östra delen av landet, 270 km öster om huvudstaden Madrid.